# 8월 10일 사건
8월 10일 사건(프랑스어: Journée du 10 août 1792)은 프랑스 혁명 시기인 1792년 8월 10일 파리에서 일어난 튈르리 궁전 습격(프랑스어: Prise des Tuileries) 사건이다. 상퀼로트(무산계급)를 중심으로 한 무장 봉기가 사실상 혁명이었기 때문에 8월 10일 혁명이라고도 하며 프랑스 혁명은 새로운 단계에 들어갔다.
루이 16세는 의회로 피신하였으나 의회도 침입을 받아 군중의 압박속에 성급히 왕권을 중지시키고, 국왕 일가는 모두 탕플 탑에 유폐되었다. 또한 당통이 이끄는 6인 임시내각을 만들고 빠른 시일내 보통선거를 실시하여 국민공회 구성을 약속했다. 이 사건으로 군주제는 몰락하고 공화제가 시작되었다.
이 사건은 무력 충돌로 유혈 사태로 이어져 많은 사상자를 냈고, 그 책임을 일방적으로 루이 16세에게 묻는 여론은 갈수록 높아져 그것이 국왕 재판으로 이어졌다.

## 배경
1791년 6월 《바렌느 사건》은 프랑스 혁명의 흐름에 상반된 두 가지 조류를 만들어 냈다. 첫째는 둘째에 대한 반동으로, 단기적으로 온건왕당파와 단결을 강화하여 부르주아 혁명을 서둘러 추진하려는 압력이 되었다. 9월 14일 루이 16세는 《1791년 프랑스 헌법》에 선서를 하고 복권되었고, 10월 1일의 입법 의회를 소집하여, 입헌군주제가 성립되었다.
1789년 이상주의자라면 이것으로 혁명은 끝난 것이라고 생각했기 때문에, 사실, 입헌 의원 몇몇은 고향으로 돌아갔다. 그러나 입헌주의자들의 거짓 승리와, 부르주아의 분열(자코뱅파에서 분리된 푀양파)을 뒷전으로 하고, 제2의 물결, 즉 민주주의가 대두하기 시작했던 것이다. 바스티유 감옥 습격 사건으로 혁명을 일으킨 혁명적 민주주의자들은 점차 수를 늘려 실업자와 임금노동자를 중심으로 한 상 퀼로트 혁명 참여를 유도했고, 파리에서 서서히 정치 세력을 형성했다. 그들은 코르들리에 클럽과 자치 시의회에 결집하여 보다 더 급진적인 제2세대 지도자를 만들어 갔다.
이러한 제2의 흐름은 7월 17일의 샹 드 마르스의 학살과 클럽 폐쇄에도 쇠퇴하지 않았으며, 우울한 불만을 약 1년간 쌓아 갔다. 또한 제1의 흐름의 부산물로, 비엔나와 베를린의 궁정은 망명 귀족(에미그레)의 부추김으로 《필니츠 선언》을 발표했지만, 이것은 결코 무력 개입을 의미하는 것은 아니었다. 그러나 브리소 등 입법의회의 새로운 다수파로 등장한 지롱드파를 자극했고, 지나치게 호전적인 애국주의와 유럽의 여러 군주에 대한 공격적인 혁명 십자군(혁명의 수출)의 따위 발상을 연상시켰다. 혁명전쟁의 발발은 정세를 악화시켰다.
전쟁과 경제 불안(아시냐의 폭락과 설탕 가격의 상승)의 영향은 시민의 생활을 강타했다. 파리 상퀼로트들은 생활 개선을 요구하면서 다시 결집했다. 이 흐름은 이미 좌익 이데올로기를 동반하고 있었고, 생활에 직결되는 절실한 요구는 점차 탁류처럼 강하고 격렬해 졌다. 운동을 지원하는 수동적 시민은 투표권을 갖고 있지 않았기 때문에, 그들의 정치적인 어필은 무장 행진 등 보다 직접적인 시위 행동으로 나타났다.
능동적 시민 중에도 이에 동조하는 사람이 나타나 그들의 지도자가 되었다. 생 탄트와누 성 밖의 양조업자인 산테이르 등과 같은 사람들이 각 지역의 민병대를 조직하여 혁명은 폭력적인 양상으로 바뀌었다. 급진화 되는 그들의 요구에 정치인들은 따라가기만 할 뿐 주도하지 못했고, 공화제 수립 요구는 날로 높아졌다.
이런 가운데 1792년 6월 20일 상 퀼로트의 시위가 과격한 행동으로 발전하는 사건이 일어났다. 무장한 시민들이 국왕이 살고 있는 튈르리 궁전에까지 침범한 사건은 거부권을 남발하는 국왕에 대한 압력으로 지롱드파가 묵인한 점도 있지만, 무장 봉기가 바로 일어나도 이상할 것이 없었던 위험한 상황을 보여주고 있었다. 왕정 폐지를 처음으로 꺼낸 것은 지롱드파였지만 이미 사태는 그들의 예상을 웃도는 속도로 전개되기 시작했다.
“폭도가 공공연하게 왕정을 전복할 계획”이라고 압박하는 상황에 대한 위기감은 7월 10일, 푀양파를 총사퇴에 이르게 했다. 입헌군주제를 지키는 마지막 시도는 군 사령관으로 복귀한 라파예트에게 맡겨졌다. 그는 메르시 대사를 통해 자코뱅파를 해산시키기 위해 “군대를 이끌고 파리로 진군할 용의가 있다”는 말로 오스트리아에 군사 행동 중단을 요구했으며, 국왕에게 콩피에뉴 탈출을 권했다. 여기서 그는 군대와 기다릴 예정이었지만, 국왕의 재 도주 계획은 7월 12일부터 15일로 연기되어 결국 중단되었다. 루이 16세는 바렌느 사건의 실패를 떠올렸고, 신뢰할만한 스위스 용병 부대의 보호 아래에서 나오는 생각이 없었던 것이다. 또한 마리 앙투아네트가 여러 왕국의 동맹군에게 성명을 내서 압박하여 7월 25일, 브룬스윅 선언을 발표하도록 했지만, 이것은 오히려 무장 봉기를 자극하는 역효과가 났다.
프랑스 혁명에서 특징적인 것이지만, 봉기는 존재하지 않는 위협에 대한 자기 방어 행위였다. 8월 10일 사건은 누군가가 시종일관 계획을 세운 것은 아니었고, 7월 마지막 주에 파리에서 비정상적으로 고조된 시위 행동은 폭발의 절정을 맞이한 것에 불과했다. 의회의 입헌군주파와 궁정의 왕당파에 대해 민중이 일어서지 않으면 짓밟힐 뿐이라고 생각한 것이다. 지롱드파는 봉기도, 왕권의 상실도 바라지 않았기 때문에, 어떻게든 억제하려고 노력은 했지만, 8월이 되면서 왕정 타도야말로 유일한 해결책이라는 견해가 파리 전체에 대세가 되어갔다.

## 과정
먼저 행동한 것은 파리였다. 여러 지구에서 상설 구회를 마련하고, 연계를 위해 "중앙위원회"를 조직했다. 7월 11일 이를 따랐던 로베스피에르는 자코뱅 클럽에서 연설을 통해 연맹병에 참가를 호소했다. 연맹 병사들은 7월 14일 축제를 위해 전국에서 모여 있었던 것이지만, 국가의 위기를 구할 임무가 주어졌다고 오히려 분발했다. 7월 13일, 당통의 제안으로 축제 이후에도 연맹병은 파리에 머물게 되었다.
7월 25일, 로베스피에르는 더 대담한 주장을 전개하여, 입법의회의 즉각 해산을 요구했고, 이를 대신하여 헌법을 개정해 새로운 의회인 “국민 공회”를 소집을 해야 한다고 주장했다. 그는 왕정뿐만 아니라 의회도 바꾸어야 할 필요성을 설명하고, 부르주아 계급에만 입각한 의회는 인민을 대표하지 못한다는 주장을 펼쳤다. 그의 주장은 사실이었기 때문에, 지롱드파도 효과적인 반론을 펴지 못했다. 그들은 로베스피에르가 군중을 자중시킬 것을 바랬지만, 이미 화살은 쏘아진 것이었다.

## 같이 보기
- 바렌느 사건
- 상 퀼로트
- 라 마르세예즈
- 파리 코뮌